# Andrzej Wroński
Andrzej Adam Wroński, född den 8 oktober 1965 i Kartuzy, Polen, är en polsk brottare som tog OS-guld i tungviktsbrottning i den grekisk-romerska klassen 1988 i Seoul och igen i samma viktklass åtta år senare 1996 i Atlanta. Han bar den polska flaggan vid olympiska sommarspelen 2000.